# جوزپه نازانی
جوزپه نازانی (انگلیسی: Giuseppe Nazzani؛ زادهٔ ۲۷ ژوئن ۱۹۹۰) بازیکن فوتبال اهل ایالات متحده آمریکا است.
از باشگاه‌هایی که در آن بازی کرده‌است می‌توان به باشگاه فوتبال بولونیا اشاره کرد.